# Hafrada
Hafrada (hebrejsky הפרדה‎) je politika izraelské vlády, jejímž cílem je oddělit izraelské obyvatelstvo od palestinského obyvatelstva na okupovaných palestinských územích, a to jak na Západním břehu Jordánu, tak v Pásmu Gazy.
Jicchak Rabin, izraelský premiér v letech 1992–1995, byl prvním, kdo se zasadil o vybudování fyzické bariéry mezi Izraelci a Palestinci. Po sebevražedném bombovém útoku na křižovatce Bejt Lid v roce 1995, při kterém zahynulo 22 Izraelců, Rabin prohlásil, že oddělení je nezbytné k ochraně většiny izraelských Židů před palestinským terorismem. Ehud Barak, premiér v letech 1999–2001, prohlásil, že „dobré ploty dělají dobré sousedy“. Od prvního veřejného uvedení tento koncept, který se stal politikou nebo paradigmatem, dominuje izraelskému politickému a kulturnímu diskurzu a debatě.
V politice separace pokračovaly i následující izraelské vlády, které vybudovaly bariéru mezi Izraelem a Pásmem Gazy a bariéru na Západním břehu Jordánu. V roce 2005 Izrael provedl stažení z Pásma Gazy, které zahrnovalo evakuaci izraelských osad a Izraelských obranných sil. Jako příklad této politiky se uvádí také uzavření Západního břehu Jordánu.
Hebrejské slovo hafrada může znamenat jak „separace“, tak „segregace“. Kritici spojují politiku hafrada s apartheidem a jiní tvrdí, že slovo „hafrada“ vykazuje „nápadnou podobnost“ s jihoafrickým používáním tohoto termínu.
V roce 2014 tento termín opakovaně použil zvláštní zpravodaj OSN Richard A. Falk ve své Zprávě zvláštního zpravodaje o situaci v oblasti lidských práv na palestinských územích okupovaných od roku 1967.